# 女皇哥基大冒險
《女皇哥基大冒險》（英語：The Queen's Corgi）是一部2019年上映的比利時、法國和英國合製3D冒險喜劇電影，由nWave Pictures製作，Belga Productions發行。故事受英國女王伊麗莎白二世和她的寵物柯基犬啟發，講述了一隻名叫雷克斯的柯基犬試圖找到回家的路。
電影於2019年4月3日在比利時上映；全球票房收入為3100萬美元。

## 劇情
英國女王伊丽莎白二世擁有四隻柯基犬，其中雷克斯是她的最愛。 一次國事大會，美國總統川普來到白金漢宮參訪，並帶了一隻母柯基肯得姬，要從女王的四隻狗中挑一隻作為肯德姬的新伴侶。 然而雷克斯不想和肯得姬結婚，在追逐的過程中，雷克斯不小心闖了禍，搞砸了宴會，使得大家不歡而散……

## 配音員
| 角色             | 配音           | 配音   | 配音   |
| 角色             | 英國           | 台灣   | 香港   |
| ---------------- | -------------- | ------ | ------ |
| 歷斯（Rex）      | 傑克·懷特豪爾  | 張敦喻 | 張彥博 |
| 女皇伊麗莎白二世 | 茱莉·華特絲    | 邱佩轝 | 羅蘭   |
| 溫黛（Wanda）    | Sheridan Smith | 李昀晴 | 吳千語 |
| 泰臣（Tyson）    | 雷·溫斯頓      | 鄒韋   | 黃百鳴 |
| 查理（Charlie）  | 馬修·盧卡斯    | 陳余寬 | 劉浩龍 |
| 菲利普親王       | 湯姆·寇特內    | 鄒韋   | 蕭愷一 |
| 阿積（Jack）     | Iain McKee     | 劉明勳 | 熊仔頭 |
| 美絲（Mitzi）    | 薩拉·哈德蘭    |        | 朱妙蘭 |

## 評價
影評人普遍不喜歡這部電影。根據爛番茄的19條評論，給它罕見的0%分數。

## 外部連結
- 互联网电影数据库（IMDb）上《The Queen's Corgi》的资料（英文）
- 爛番茄上《女皇哥基大冒險》的資料（英文）
- 豆瓣电影上《女皇哥基大冒險》的資料 （简体中文）
- 时光网上《女皇哥基大冒險》的資料（简体中文）